# Râul Galați, Olt
Râul Galați este un afluent al râului Olt.

## Hărți
- Harta Județului Brașov